# Mi vajon a szíved vágya?
A Mi vajon a szíved vágya? (What More Do I Need?) a Született feleségek (Desperate Housewives) című amerikai filmsorozat kilencvennegyedik epizódja. Az Amerikai Egyesült Államokban először az ABC (American Broadcasting Company) adó vetítette 2008. november 9-én.

## Az epizód cselekménye
Vágy. Egy érzés, amelynek célja, hogy rossz útra vezessen. Olyan holmik megvásárlására csábít, amire nem telik. Olyan édességek megkóstolására ingerel, amiket csak a szemünk kíván. És olyan szerelmi viszonyokba hajszol, amikre nyilvánvalóan nem vagyunk elég érettek. Lynette és Tom tudomására jut az a kellemetlen tény, hogy Porter fiuk a nálánál kétszer idősebb Anne Schilling hálójába került. Eközben Gabrielle arra gyanakszik, hogy Carlos legbőkezűbb vendégét, Virginiat valószínűleg hátsó szándékok vezérlik. Bree egy gyenge pillanata nagy szégyent hozhat rá, s Katherine nem olyan apró titkára is fény derül. Susan pedig végre megérti a Jacksont fűtő érzéseket. Mindeközben Mrs. McCluskey és a húga, Roberta, meglehetősen riasztó információk birtokába jutnak. Ugyanis kinyomozzák, hogy Dave minden bizonnyal börtönben ült, és kapcsolatban áll valakivel, aki a Lila Akác közben lakik vagy lakott.

## Mellékszereplők
- Lily Tomlin - Roberta
- Kathryn Joosten - Karen McCluskey
- Gale Harold - Jackson Braddock
- Stephen Spinella - Dr. Samuel Heller
- Drew Tyler Bell - Charlie
- Gail O'Grady - Anne Schilling
- Frances Conroy - Virginia Hildebrand
- Madison De La Garza - Juanita Solis
- Daniella Baltodano - Celia Solis
- Annie LaRussa - Eleanor Garrett
- Jeff Sumner - Brandon

## Mary Alice epizódzáró monológja
- A narrátor, Mary Alice monológja az epizód végén így hangzik (a magyar változat alapján):

"Vágy. Egy érzés, amelynek célja, hogy rossz útra vezessen. A szeretetre éhezőket ostoba döntésekbe hajszolja. A családra vágyókat arra sarkalja, hogy dühből cselekedjenek. A régóta magányosokat vakmerő, meggondolatlan tettekre indítja. És amikor szívünk vágyának kergetése rögeszmévé válik, csak abban bízhatunk, hogy egy értünk aggódó barát utánunk nyúl és észre térít."

## Epizódcímek más nyelveken
- Angol: What More Do I Need? (Mi kell még nekem?)
- Német: Begierde (Vágy)
- Olasz: Desideri incontrollabili (Fékezhetetlen vágyak)